# Chiềng Đông, Yên Châu
Chiềng Đông là một xã thuộc huyện Yên Châu, tỉnh Sơn La, Việt Nam.
Xã Chiềng Đông có diện tích 71,73 km², dân số năm 1999 là 6225 người, mật độ dân số đạt 87 người/km².